# Еддівілл (Небраска)
Еддівілл (англ. Eddyville) — селище (англ. village) в США, в окрузі Доусон штату Небраска. Населення — 88 осіб (2020).

## Географія
Еддівілл розташований за координатами 41°0′44″ пн. ш. 99°37′26″ зх. д. / 41.01222° пн. ш. 99.62389° зх. д. (41.012213, -99.623996).  За даними Бюро перепису населення США в 2010 році селище мало площу 0,71 км², уся площа — суходіл.

## Демографія
Згідно з переписом 2010 року, у селищі мешкало 97 осіб у 38 домогосподарствах у складі 28 родин. Густота населення становила 136 осіб/км².  Було 43 помешкання (60/км²).
Расовий склад населення:
| - 90,7 % — білих - 9,3 % — осіб інших рас |

До двох чи більше рас належало 0,0 %. Частка іспаномовних становила 9,3 % від усіх жителів.
За віковим діапазоном населення розподілялося таким чином: 22,7 % — особи молодші 18 років, 67,0 % — особи у віці 18—64 років, 10,3 % — особи у віці 65 років та старші. Медіана віку мешканця становила 42,5 року. На 100 осіб жіночої статі у селищі припадало 120,5 чоловіків;  на 100 жінок у віці від 18 років та старших — 102,7 чоловіків також старших 18 років.
Середній дохід на одне домашнє господарство  становив 49 810 доларів США (медіана — 41 389), а середній дохід на одну сім'ю — 56 235 доларів (медіана — 42 222). Медіана доходів становила 36 667 доларів для чоловіків та 25 938 доларів для жінок. За межею бідності перебувало 2,4 % осіб, у тому числі 0,0 % дітей у віці до 18 років та 14,3 % осіб у віці 65 років та старших.
Цивільне працевлаштоване населення становило 56 осіб. Основні галузі зайнятості: сільське господарство, лісництво, риболовля — 19,6 %, виробництво — 17,9 %, освіта, охорона здоров'я та соціальна допомога — 17,9 %.